# Пти-Дютайи, Шарль
Шарль Эдмон Пти-Дютайи (фр. Charles Edmond Petit-Dutaillis; 26 января 1868, Сен-Назер — 10 июля 1947, Париж) — французский историк-медиевист, специалист по истории средневековых Франции и Англии.

## Биография
Младший из четырех детей морского врача, полковника военно-медицинской службы, после долгого пребывания в колониях ставшего инспектором военно-морского здравоохранения в Сен-Назере. По материнской линии был потомком маршала Людовика XI Жоашена Руо и дипломата Арно де Помпонна, сына Арно д’Андийи.
Учился в коллеже Сен-Назера, затем в лицее Генриха IV в Париже. В 1885 году получил степень бакалавра словесности, в 1886—1890 годах проходил обучение в Школе хартий под руководством А. Жири и Эрнеста Лависса, одновременно прослушал курс лекций по истории и географии в Сорбонне. В 1890 году получил дипломы архивиста-палеографа и преподавателя истории и географии.
В 1890—1891 годах стажировался в Лондоне, Оксфорде и Кембридже, в 1891—1892 годах в Германии и Италии.
В 1892—1894 годах преподавал историю в Школе Монжа в Париже, затем год в лицее Труа. 13 марта 1895 года защитил докторскую диссертацию в Сорбонне. Латинская диссертация De Lacedaemoniorum reipublicae supremis temporibus (222—146 a. C.) была единственной работой Пти-Дютайи, не относящейся к средневековой истории, а основная диссертация, посвященная жизни и правлению Людовика VIII, была позднее издана в Библиотеке Школы высших исследований.
В 1895—1899 годах работал преподавателем средневековой истории на факультете словесности Лилльского университета, с 1899 года профессор, одновременно в 1899—1908 годах директор Высшей коммерческой школы Лилля.

## Административная работа
В 1908 года назначен ректором Гренобльского университета (Университет Гренобль-Альпы), и в дальнейшем совмещал административную работу с научной. В 1916—1917 годах был генеральным инспектором народного просвещения (начального образования), в 1917—1938 годах директор национального управления французских университетов и школ за рубежом. В этой должности посетил многие страны Европы, Египет, Сирию, США. В 1917 году опубликовал в «Revue politique et parlementaire» программу «Условий нашей интеллектуальной экспансии».
В 1920—1936 годах генеральный инспектор народного просвещения (среднего образования). С 1935 года член Совета усовершенствования Школы хартий, с 1941 года его вице-президент. В 1943 году был арестован немцами и помещён в лагерь во Френе (фр.), но через три дня отпущен. После освобождения Франции был 27 сентября 1944 года назначен президентом совета.
7 марта 1930 года избран членом Академии надписей и изящной словесности, в 1938 году был её президентом, а также президентом Института Франции. Кроме этого занимал должности президента Общества Школы хартий и Общества французской истории, был членом Королевского исторического общества и Британской академии, почетным доктором университета Глазго, командором ордена Почетного легиона, офицером народного просвещения, великим офицером Национального ордена заслуг Чехословакии и командором еще нескольких иностранных орденов.

## Научное творчество
Произведения Пти-Дютайи, начиная с его первого капитального исследования о Людовике VIII, отличались тщательной работой с материалом. Будучи преподавателем в Лилле, подготовил к изданию работу своего покойного друга Анри Ревиля о народном восстании в Англии в 1381 году, внеся в неё столько дополнений, что, фактически, превратился в соавтора.
По приглашению своего учителя Эрнеста Лависса участвовал в создании многотомной «Истории Франции с древнейших времен до революции», написав в 1902 году вторую часть IV тома (период 1422—1492 годов).
Вместе со своим учеником Жоржем Лефевром осуществил перевод капитального труда оксфордского епископа Вильяма Стеббса «Конституционная история Англии». Первый том перевода вышел в 1907 году, второй в 1913 году, третий в 1927 году, причем Пти-Дютайи сопроводил текст значительными комментариями и дополнениями, которые, в свою очередь, были переведены на английский и изданы университетом Манчестера, а в дальнейшем использовались в университетских курсах в Англии и США.
В 1908 году опубликовал «Новые документы о народных нравах и праве мести в Нидерландах в XV веке», включавшие большое число приказов о помиловании, подписанных Филиппом Добрым.
В 1915 году издал патриотическую брошюру «Военный призыв в Дофине 1—2 августа 1914», содержавшую очерки преподавателей департаментов Изера, Дрома и Верхних Альп.
В 1925 году опубликовал исследование о конфликте Иоанна Безземельного с Артуром Бретонским, в котором также рассмотрел формирование легенды об убийстве герцога.
В 1933 году в книжной серии «Эволюция человечества» вышла главная работа Пти-Дютайи, посвященная сравнительной истории феодальных монархий Франции и Англии в X—XIII веках, сразу же получившая международное признание и переведенная на несколько языков. Особенностью этого труда было исследование влияния коллективной психологии народов на формирование государственных и общественных институтов, что стало важным открытием, поставившим Пти-Дютайи в один ряд с создателями тотальной истории Марком Блоком и Люсьеном Февром.
В 1937 году был опубликован «Подъем западных государств», дополнявший предыдущее исследование сравнением обществ Англии и Франции от прихода к власти Плантагенетов до смерти Людовика IX и Генриха III.

## Семья
- 1-я жена: Жоржетта Форестье, дочь инженера Жоржа Форестье. Развод
- 2-я жена: Жозефина Девинь
- 3-я жена (1940): Корали Фрюшье (1883—1946), в первом браке Мюллер, дочь сенатора Рауля Фрюшье (фр.).

## Основные публикации
- Études sur la vie et le règne de Louis VIII. — Paris, 1894
- Charles VII, Louis XI et les premières années de Charles VIII (1422—1492) (Histoire de France. T. IV, partie 2), de E. Lavisse. — Paris, Hachette, 1902
- Le déshéritement de Jean sans Terre et le meurtre d’Arthur de Bretagne. — Paris, F. Alcan, 1925
- La monarchie féodale en France et en Angleterre, Xe ‑ XIIIe siècle. — Paris, la Renaissance du livre, 1933
  - Феодальная монархия во Франции и в Англии X—XIII веков. — М.: Государственное социально-экономическое издательство, 1938.
  - Феодальная монархия во Франции и в Англии X—XIII веков. — СПб.: Евразия, 2001. — ISBN 5-8071-0086-7
- L’essor des États d’Occident : France, Angleterre, Péninsule ibérique // Histoire du Moyen Âge, sous la direction de Gustave Glotz. — Paris, PUF, 1937
- Les Communes françaises, caractères et évolution des origines au XVIIIe siècle. — Paris, A. Michel, 1947